# Vianova
Vianova S.p.A. (in precedenza Welcome Italia S.p.A.) è una società italiana di telecomunicazioni, nata nel 1998 e specializzata nell'offerta di servizi di telefonia fissa e mobile, VoIP e cloud computing.
La suite di servizi offerti dall'azienda è destinata alle imprese, dalle partita IVA e i professionisti, fino alle aziende multinazionali.

## Storia

Logo utilizzato fino al 2021

Welcome Italia viene fondata dai fratelli Stefano e Giovanni Luisotti nel 1998 e l'anno successivo, nel 1999, ottiene la licenza per diventare un operatore telefonico nazionale.
Nel 2006, acquisisce una quota del 67% di Vola, azienda di Viareggio che offre servizi di invio massivo di SMS.
Il 22 aprile 2016, l'azienda comunica l'acquisizione del 51% di Colt Engine, operatore di servizi di hosting e di registrazione di domini Internet, adesso divenuta Host. Nello stesso anno acquisisce anche il 40% di NetResults, che offre soluzioni VoIP, MoIP, Unified Communication and Collaboration e IoT.
Nel giugno 2016, comunica l'apertura di un secondo data center a Montacchiello in aggiunta quello di Massarosa.. I due datacenter sono rilegati da un anello in fibra ottica. Nel luglio 2016, Welcome Italia firma un accordo con TIM per il lancio di un operatore virtuale di telefonia mobile sulla sua rete con il fine di utilizzare solamente la rete trasmissiva dell'ex monopolista. L'operatore lanciato da Welcome Italia si chiama Vianova Mobile, coerentemente con l'offerta fissa denominata Vianova.
Il 21 settembre 2016, Welcome Italia acquisisce il 51% di QboxMail, azienda di Prato specializzata nell'offerta di servizi professionali di posta elettronica in cloud.
Dal 31 marzo 2021 l'operatore ha modificato la propria denominazione sociale in Vianova.
Dal 9 settembre 2024 Vianova Mobile ha iniziato il passaggio dalla rete TIM a quella di Vodafone, con la conseguente abilitazione del 5G.